# Gez
Gez település Franciaországban, Hautes-Pyrénées megyében. Lakosainak száma 328 fő (2022. január 1.). Gez Sère-en-Lavedan, Argelès-Gazost, Arras-en-Lavedan, Ayzac-Ost, Ouzous és Salles községekkel határos.

## Népesség
A település népességének változása:
| Lakosok száma | 327  | 332  | 340  | 327  | 329  | 331  | 329  | 328  | 328  |
|               | 2013 | 2015 | 2016 | 2017 | 2018 | 2019 | 2020 | 2021 | 2022 |